# Septoria pistaciae
Septoria pistaciae là một loài Ascomycetes trong họ Mycosphaerellaceae. Loài này được Desm miêu tả khoa học đầu tiên năm 1842.
Đây là loài gây hại phát triển phổ biến ở Uzbekistan.